# لوكهيد إم سي-130
لوكهيد إم سي-130 (MC-130) التسمية المعطاة لطائرات مهام خاصة تشغلها القوات الجوية للولايات المتحدة قيادة العمليات الخاصة (AFSOC)، وهو قسم تابع قيادة التدريب والطيران الأميريكي، جناح قيادة الجو الاحتياطي.  صممتعلى أساس طائرة لوكهيد سي-130 هيركوليز للنقل.  كانت مهمات الأم سي-130 تتناول عمليات  التسلل، الاخراج، و تموين العمليات الخاصة و بالمقام الأول، تزويد القوات الجوية بالوقود.
من الطرازات المختلفة للأم تشمل أم سي-130 كومبات تالون 1 (MC-130E تالون المعارك)، أم سي-130 كومبات تالون 2 (MC-130H تالون المعارك الثانية), أم سي-13- دبليو دراغون سبير،(MC-130W /ارمح التنين)، أم سي-130بي باتل شادو(MC-130P ظل المعارك) و أم سي-130 جاي كوماندوس 2 (MC-130J الكوماندوز الثاني). 

## المواصفات
البيانات من United States Air Force Factsheet
الخصائص العامة
- الطاقم: 7
- السعة: 77 troops, 52 paratroopers or 57 litter patients
- الطول: 99 feet, 9 inches (30.4 meters)
- باع الجناح: 132 feet, 7 inches (40.4 meters)
- الارتفاع: 38 feet, 6 inches (11.7 meters)
- الوزن فارغة: 72,892 pounds (32, 801 kilogram)
- وزن الإقلاع الأقصى: 155,000 pounds (69,750 kilogram)
- محرك الطائرة: 4 × عائلة أليسون 501  [لغات أخرى]‏ محرك مروحة عنفية, 4,910 shaft حصان (وحدة قدرة) (3,660 kW)  الواحد

الأداء
- سرعة العبور: 300 mi/hr (482 km/h)
- مدى (طائرة): 2,700 ميل بحريs (4,344 kilometers)
- سقف الخدمة: 33,000 feet (10,000 meters)

التسليح

## وصلات خارجية
- أخبار سي-130 هيركيوليز

قالب:كومينز